# Szkoła Podstawowa nr 2 im. Ignacego Krasickiego w Malborku
Szkoła Podstawowa nr 2 im. Ignacego Krasickiego w Malborku – założona w 1945 roku placówka oświatowa.

## Hymn i patron szkoły

### Hymn szkoły
Dnia 2 maja 1992 roku szkoła przyjęła jako hymn utwór „Hymn do miłości Ojczyzny” Ignacego Krasickiego:

Święta miłości kochanej Ojczyzny,
Czują Cię tylko umysły poczciwe !
Dla ciebie zjadłe smakują trucizny,
Dla ciebie więzy, pęta nie zelżywe.
Kształcisz kalectwo przez chwalebne blizny,
Gnieździsz w umyśle rozkosze prawdziwe.
Byle cię można wspomóc, byle wspierać,
Nie żal żyć w nędzy, nie żal i umierać.

### Patron szkoły
Dnia 23 marca 1964 roku po przeprowadzeniu plebiscytu, szkoła otrzymała imię gen. Karola Świerczewskiego, stając się pierwszą placówką oświatową w Malborku, która przyjęła patrona. Trzy lata później, 23 marca 1967 roku w trzecią rocznicę nadania imienia szkoła otrzymała sztandar, którego głównym fundatorem był Komitet Rodzicielski. W 1990 roku ponownie zorganizowano głosowanie, które miało na celu wybór nowego patrona szkoły. Uchwałą Rady pedagogicznej z dnia 5 grudnia 1990 roku szkoła otrzymała imię Ignacego Krasickiego.

## Historia szkoły

### Historia szkoły w latach 1928–1945
Pierwsza szkoła w dzielnicy Sandhof (obecnie Piaski) znajdowała się na ulicy Alei Wojska Polskiego 52. Ze względu na małą powierzchnię szkoły, a dużą liczbę uczniów, pod koniec 1928 roku w Sandhofie, naprzeciwko szkoły, został jej oddany do użytku największy budynek w tej dzielnicy. Pozwoliło to objąć nauczaniem dzieci uczące się dotychczas w nieodpowiednich izbach, np. koszarowych. W nowym obiekcie naukę rozpoczęła młodzież ewangelicka, a w starym pozostało 5 klas szkoły katolickiej. Podział szkoły na grupy wyznaniowe trwał do 1939 roku. Stworzono wówczas oddzielne szkoły: dla chłopców w nowym budynku, a dla dziewcząt w starym. W maju 1940 roku ukończono budowę sali gimnastycznej i prawego skrzydła szkoły. Do tegoż budynku przeniesiono szkołę dziewcząt. W całym obiekcie mieściły się dwie odrębne szkoły – każda miała swojego kierownika, zwanego rektorem. W latach II wojny światowej prawe skrzydło było zajmowane do celów wojskowych. Młodzież musiała skupić się w szkole chłopców, nadal korzystała z sali gimnastycznej. W czerwcu 1944 roku szkoła stała się szpitalem wojskowym, w przyszłej stołówce mieściła się kostnica, w sali gimnastycznej stajnia dla koni, a na boisku był cmentarz.

### Historia szkoły w latach 1946–1964
Po wojnie budynki szkoły poniemieckiej były zdewastowane. Nie było wody, centralne ogrzewanie było zepsute. Rozpoczęto więc prace porządkowe. Zwłoki z cmentarza na boisku przeniesiono. Szkole nadano numer 2. 4 września 1945 roku w szkole na Piaskach rozpoczęły się pierwsze lekcje. Dnia 23 października tego roku w szkole uczyło się 450 uczniów i pracowało 10 nauczycieli. 23 marca 1964 roku szkole nadano imię gen. Karola Świerczewskiego.

### Historia szkoły w latach 1965–1998
Sytuacja społeczno-polityczna w latach 90. spowodowała zmiany. W 1990 roku Rada Rodziców wystąpiła do dyrekcji szkoły z propozycją zmiany jej imienia. Wśród młodzieży i rodziców został przeprowadzony plebiscyt, w wyniku którego oraz po głosowaniu grona nauczycielskiego, uchwałą Rady Pedagogicznej 5 XII 1990 roku, patronem szkoły został Ignacy Krasicki. Uroczystość nadania szkole nowego imienia odbyła się 2 V 1992 roku. Nadano jej także nowy sztandar oraz hymn, który nosi tytuł Hymn do miłości ojczyzny. 2 V 1995 roku obchodzono szczególnie uroczyście 50-lecie szkoły. W związku z jubileuszem 50-lecia szkoły dokonano odsłonięcia tablicy pamiątkowej.

### Historia szkoły w latach od 1999
W roku 1999 w następstwie reformy oświaty w budynku zachodnim utworzono Gimnazjum nr 2, zaś budynek wschodni pozostał przy Szkole Podstawowej nr 2. Z sali gimnastycznej i boisk szkoły korzystały wspólnie. Obok siebie, ale jako samodzielne placówki szkoły trwały do 31 sierpnia 2011 r. Z dniem 1 września 2011 r., uchwałą Rady Miasta Malborka (NR VII/67/11 z dnia 20 kwietnia 2011 r.) z Gimnazjum nr 2 oraz Szkoły Podstawowej nr 2 utworzony został Zespół Szkół Nr 2 w Malborku. Szkoła podstawowa wchodząca w skład Zespołu nosiła pełną nazwę: Zespół Szkół Nr 2 Szkoła Podstawowa Nr 2 im. Ignacego Krasickiego. W roku szkolnym 2017/18 z Zespołu Szkół nr 2 pozostała Szkoła Podstawowa nr 2 z oddziałami gimnazjalnymi klas II i III., która wzorem lat minionych staje się szkołą ośmioletnią.